# Pogonognathellus longicornis
Pogonognathellus longicornis (лат.) — вид коллембол из семейства Tomoceridae отряда Entomobryomorpha. Голарктика.

## Описание
Один из крупнейших видов коллембол. Длина тела Pogonognathellus longicornis достигает 6 мм. Усики длинные, 4-члениковые, могут скручиваться в спираль. На передней части груди пышный «воротник» из многочисленных щетинок. Эмподиум у коготка лапок отсутствует (также нет и фурки). Усики длиннее тела. Встречаются в лесной подстилке, садах. Зимуют на стадии яйца.